# Y Barri
Y Barri (En anglès Barry) és una ciutat i una comunitat situada al county borough de Bro Morgannwg, Gal·les. Situat a la costa nord del Canal de Bristol, a només 7 milles (11 km) al sud de Cardiff, capital de Gal·les, Y Barri és considerat un resort town (un poble on la seva principal font d'ingressos és el turisme), amb atraccions com les seves platges o el Barry Island Pleasure Park. Anteriorment havia estat una petita vil·la, però de mica en mica va anar absorbint petites poblacions com Tregatwg o Ynys y Barri.
El nom de la ciutat deriva del terme gal·lès barr, que vol dir 'turó'.
Segons el cens del 2001 a Y Barri hi viuen 47.863 persones, essent per tant la cinquena ciutat més poblada de Gal·les.

## Història

### Història antiga
L'àrea que actualment ocupa la ciutat d'Y Barri té vestigis d'activitat humana en molts períodes de la història i de la prehistòria. S'han trobat micròlits i eines de sílex del Mesolític a Friars Point, a l'illa de Barri, i al costat de Gwenfô i caps de destral de pedra del Neolític a Saint Andras. A l'Illa de Barry també s'hi ha trobat una urna funerària en uns túmuls d'un jaciment datat a l'edat del bronze, i dues més es van trobar a Cold Knap Point. També s'ha trobat un enclavament defensiu de l'edat del ferro en un promontori situat a les muralles de Porthkerry, i es van trobar evidències de l'existència d'una granja de principis de l'Edat del ferro durant la construcció de la Universitat d'Y Barri a Colcot Road.

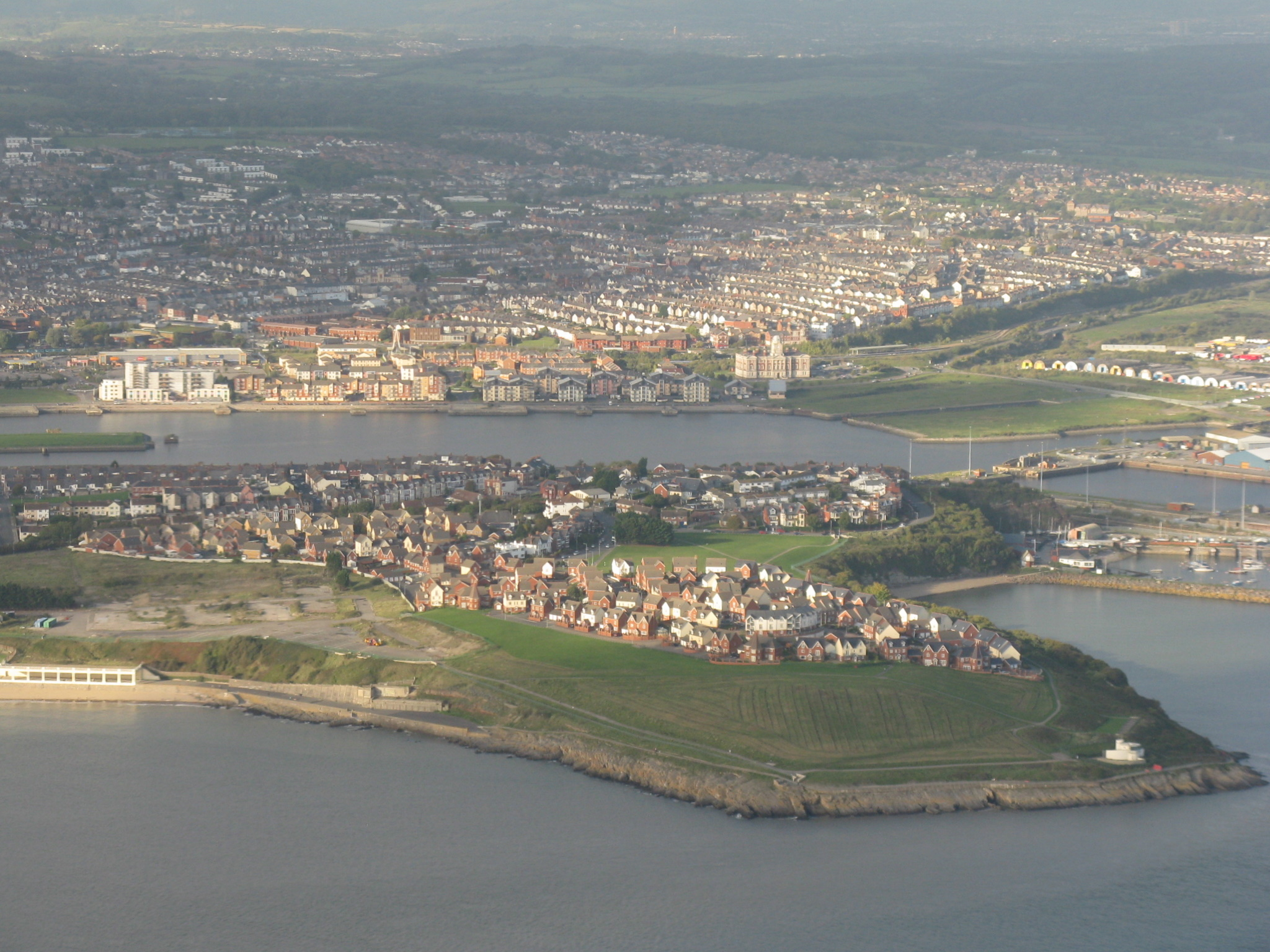
Nell's Point

D'època romana també s'han trobat diverses evidències, com ara un seguit de granges prop del Castell de Y Barri, així com de l'existència d'un cementiri (tot i que només es coneix gràcies a la transmissió oral). Tant a la capella de Sant Baruc com a l'Església de Sant Nicolau es van reutilitzar construccions d'època romana com a materials de construcció, i a Llandochau es va trobar una vil·la romana. El 1980 es va excavar un edifici romà amb 22 habitacions i bodegues en quatre pisos a Glan-y-môr; es creu que aquesta construcció del Segle III estaria associat a l'activitat naval, potser un dipòsit de subministraments.
Finalment, també s'han trobat evidències de l'arribada dels Vikings a la zona de l'Illa de Barry, que és coneguda per haver-se convertit en una base vikinga el 1087. Les illes d'Ynys Echni i d'Ynys Rhonech, situades al Canal de Bristol (en anglès Flat Holm i Steep Holm), reben el seu nom Holm del derivat de la paraula escandinava per designar una illa en un estuari. L'excavació de l'enclavament de Glan-y-môr va revelar que l'indret havia estat reutilitzat durant els Segles VI i VII, així com entre el 830 i el 950.

### Història medieval

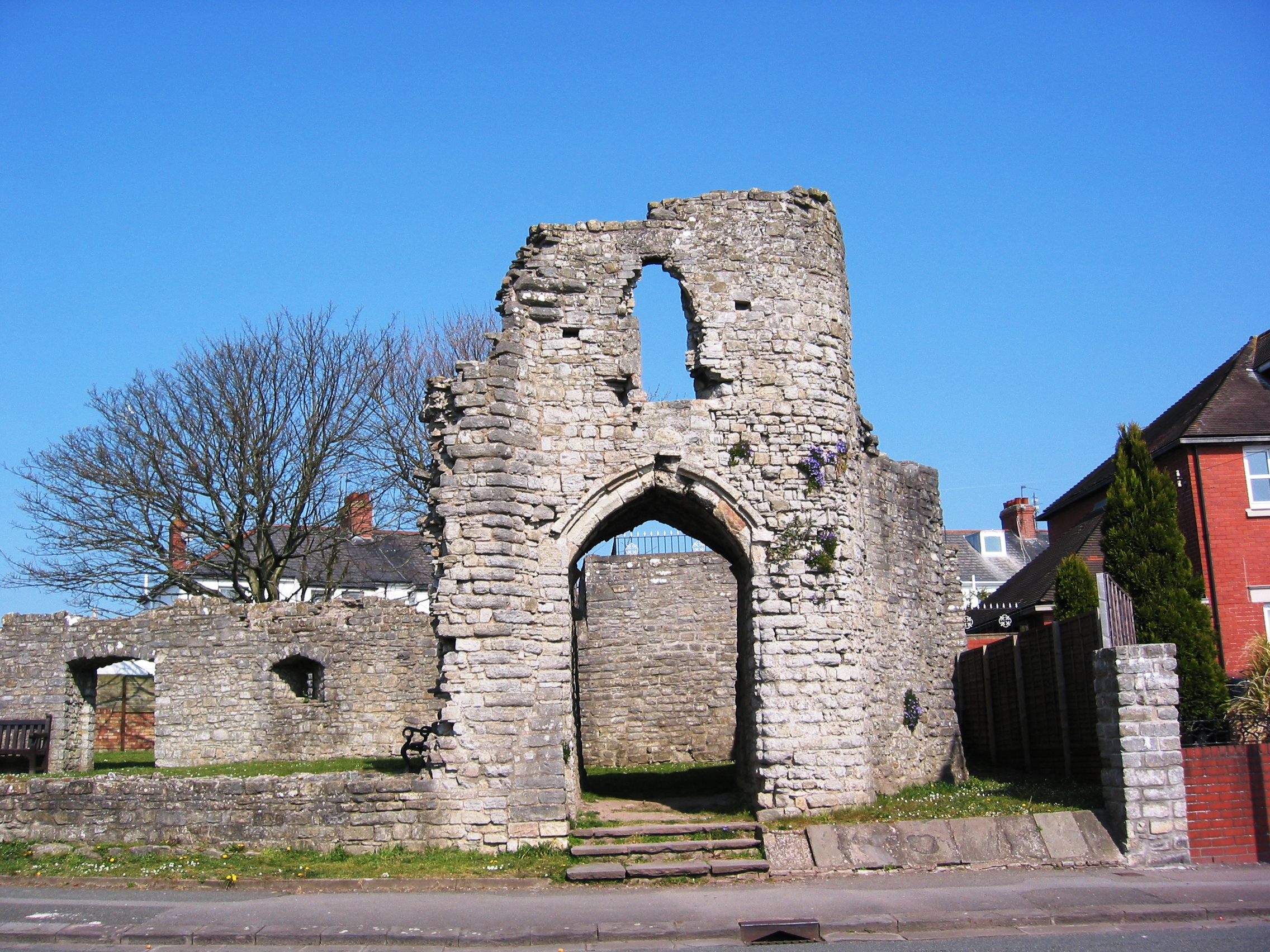
Castell de Y Barri

Durant l'edat mitjana, el sector més rellevant de la zona va ser l'illa del Canal de Bristol, separada de la resta per un estuari. Aquesta està descrita en l'obra Itinerarium Cambriae (1191) de Giraldus Cambrensis. En aquesta obra exposa que el nom de Y Barri deriva de Sant Baruc, el cos del qual reposa en una capella a l'illa. La família noble local, que posseïa terres a l'illa i als seus voltants, va rebre al seu torn el nom de De Barra (en francès) o De Barry (en anglès) del nom de l'illa.

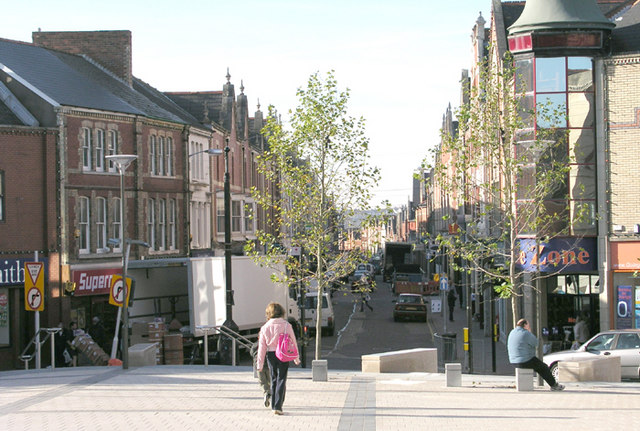
Holton road

Després de la Conquesta normanda d'Anglaterra la zona va ser dividida en senyorius, quedant la zona de Y Barri partida en dos grans comtats, Pen-marc i Dinas Powys. Pen-marc estava, al seu torn, dividit en els senyorius de Fonmon, Pen-marc oest i Y Barri. Dinas Powys també va ser dividit, en aquest cas en Tregatwg i Uchelolau. El senyoriu de Y Barri estava governat per la família De Umfraville, tenint la seva seu al Castell de Y Barri, situat en un terreny elevat amb vistes del Canal de Bristol, un indret que en època romana havia estat ocupat per població autòctona. El castell era una petita finca fortificada, construïda en substitució d'una edificació anterior. A finals del Segle XIII el castell tenia dues construccions de pedra als costats est i oest del pati. A principis del Segle XIV s'hi va afegir una entrada senyorial, les restes de la qual són el que ha sobreviscut fins als nostres dies. Fins llavors Y Barri s'havia convertit en una vil·la i un port d'importància, amb la seva pròpia església i el seu Molí hidràulic, però en el transcurs del Segle XIV la seva població es va veure molt reduïda a causa de Pesta negra i de les conseqüències de la rebel·lió d'Owain ap Gruffydd. Es van necessitar prop de 300 anys perquè la població es recuperés d'aquella davallada i que el poble recuperés el títol de vil·la, essencialment una població dispersa amb algunes granges i terres pantanoses travessades per un riu. Cap al 1622, el patró dels camps, on l'aïllament era quasi complet, es va mantenir inalterable fins al sorgiment de la vil·la moderna. Segons el fogatge del 1673, a la població de Y Barri hi havia 13 cases.

### Revolució industrial

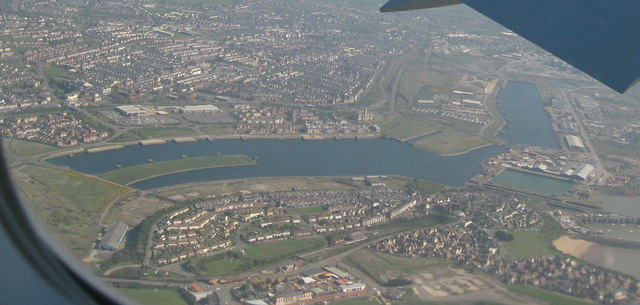
Molls de Y Barri des de l'aire

Cap al 1871, la població de Y Barri rondava el centenar d'habitants i 21 edificis; en aquell moment, la immobiliària estatal Romilly es va veure involucrada en la construcció de la vil·la, però mantenint la funció agrícola de la comunitat. Així, va ser a partir de la dècada de 1880 quan va començar a créixer al convertir-se en un important port de carbó. El comerç de carbó estava creixent molt més ràpid del que podien fer-ho les instal·lacions de Tiger Bay, a Cardiff, de manera que el grup de propietaris de les mines de carbó format per la Barry Railway Company va decidir construir un seguit de molls marítims a la ciutat de Y Barri. Els treballs van començar el 1884 i van inaugurar-se el 1989. Aviat els seguiria la construcció de dos nous molls i les seves instal·lacions associades. The Barry Railway portava el carbó des de les valls del sud de Gal·les fins als nous molls, arribant fins al milió de tones de carbó transportades el primer any, i al voltant dels nou milions el 1903. El port estava ple de vaixells, i va veure com apareixien drassanes de reparació, magatzems frigorífics, molins fariners i una fàbrica de gel. El 1913 Y Barri es va convertir en el principal port exportador del món.
Darrere dels molls s'alçaven les cases adossades de Y Barri que, amb la incorporació de Cadoxton, aviat formarien una vil·la d'una mida considerable. Els ferrocarrils, que havien tingut un paper molt important en el desenvolupament dels molls, van fer molt per convertir l'Illa de Y Barri en una popular destinació turística.
Després de l'ascens del gasoil i de l'energia elèctrica als ferrocarrils, les estacions de classificació dels molls d'Y Barri es van convertir en el major dipòsit de màquines de vapor, en espera per desballestar-les, de tot el Regne Unit. Dai Woodham, propietari de l'empresa que se n'encarregava, la Woodham Brothers Scrap yard, va permetre a organitzacions dedicades a la preservació d'elements ferroviaris comprar aquestes locomotores a preu de ferralla, aconseguint-se així salvar entre 200 a 300 locomotores de ser desballestades. Al llarg dels anys, algunes de les que es trobaven a Y Barri van patir actes de vandalisme o van ser saquejades.
Durant el període industria, un gran nombre de vaixells es va enfonsar davant de les costes de Y Barri.

## Entitats esportives
- Barry Town Football Club
- Barry Rugby Football Club
- Sea View RFC
- Barry 40

## Transport

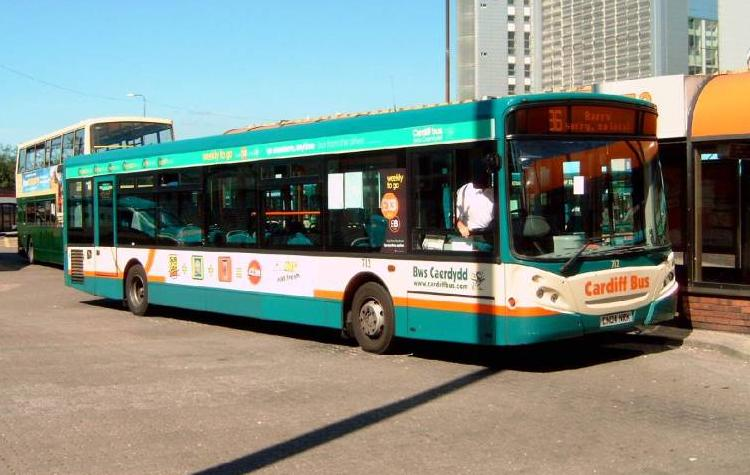
Un autobús en ruta a Y Barri

Els principals serveis de transport públic de Y Barri són l'autobús i el tren. A la ciutat gal·lesa hi presta servei la companyia Cardiff Bus, que uneix Y Barri amb Llanilltud Fawr, Penarth, l'Aeroport Internacional de Cardiff i el centre de Cardiff, així com un servei circular al voltant del mateix Y Barri. L'estació d'autobusos King's Square es troba a King's Square, al centre del poble. La carretera A4050 connecta Y Barri amb el Culverhouse Cross Interchange i amb la resta de l'oest de Cardiff.
Hi ha 4 estacions ferroviàries a la ciutat: l'estació de Barry, la dels molls, la de l'Illa de Y Barri i la de Tregatwg. Aquestes estan opeardores per Arriva Trains Wales, i es troben a la xarxa Valley Lines, una xarxa centrada en Cardiff. Hi ha alta freqüència en els trens que van i venen de Pen-y-bont ar Ogwr, cap a l'oest, via Llanilltud Fawr i Y Rhws (on hi ha l'Aeroport Internacional), i cap a l'est a Cardiff, via Dinas Powys.
Y Barri es troba a només 3 milles (4 km) a l'est de l'Aeroport Internacional de Cardiff.